# Jeeben
Jeeben este o comună din landul Saxonia-Anhalt, Germania.